# Булдозера (комикси)
Булдозера (на английски Juggernaut) (Кейн Марко) е измислен злодей на Марвел Комикс. Персонажът се появява за пръв път в X-Men #12 през юли 1965 година. Негови създатели са писателя Стан Лий и художника Джак Кърби. В комисксите е представен като полубрат на Чарлз Екзевиър. Той е як тип с мускули, носи броня и шлем на главата си, за да не бъде блокиран от телепатичните способности на Професор Х.Пресонажът се е появявал в много филми, игри и сериали по поредицата. В Spider-Man: Shattered Dimensions се озвучава от Мат Уилинг.